# Fluticasone furoate
Fluticasone furoate là một corticosteroid để điều trị viêm mũi không dị ứng và viêm mũi dị ứng. Thuốc đưa vào cơ thể bằng cách sử dụng như thuốc xịt mũi. Nó cũng có sẵn dưới dạng corticosteroid dạng hít để giúp ngăn ngừa và kiểm soát các triệu chứng hen suyễn. Nó có nguồn gốc từ cortisol. Không giống như flnomasone propionate, chỉ được chấp thuận cho trẻ em từ 4 tuổi trở lên, flnomasone furoate được chấp thuận ở trẻ em từ 2 tuổi khi được sử dụng chữa dị ứng.

## Tên thương hiệu
Ở Mỹ, fluticasone furoate được GlaxoSmithKline bán trên thị trường cho bệnh hen suyễn dưới tên thương hiệu Arnuity Ellipta và chỉ bán cho người bệnh với đơn thuốc. Fluticasone furoate được bán trên thị trường không cần kê đơn cho viêm mũi dị ứng với tên Flonase Sensimist. Tên thương hiệu Veramyst đã bị ngừng sản xuất ở Mỹ. Nó cũng được bán trên các thị trường khác với các tên thương hiệu khác nhau như Allermist (Nhật Bản, ア ラ ミ ス) và Avamys (Úc, Canada, EU, Nam Phi, Nam Mỹ, Mexico, Israel, Ý, Ấn Độ và Hàn Quốc).
Thuốc kết hợp flnomasone furoate/vilanterol, được bán trên thị trường với thương hiệu là Breo Ellipta (Hoa Kỳ, Canada) và Relvar Ellipta (Anh). Thuốc kết hợp này cũng được chấp thuận sử dụng tại Hoa Kỳ để điều trị duy trì lâu dài tình trạng tắc nghẽn luồng khí ở người mắc COPD. Nó cũng được phê duyệt để điều trị hen suyễn.